# باشگاه فوتبال هیوستون دینامو
هیوستون دینامو یا هیوستون داینامو (به انگلیسی: Houston Dynamo) یک تیم فوتبال در شهر هیوستون در آمریکا است که در لیگ برتر فوتبال آمریکا (ام اس ال) بازی می‌کند.
این تیم در ورزشگاه رابرتسون بازی میکند.

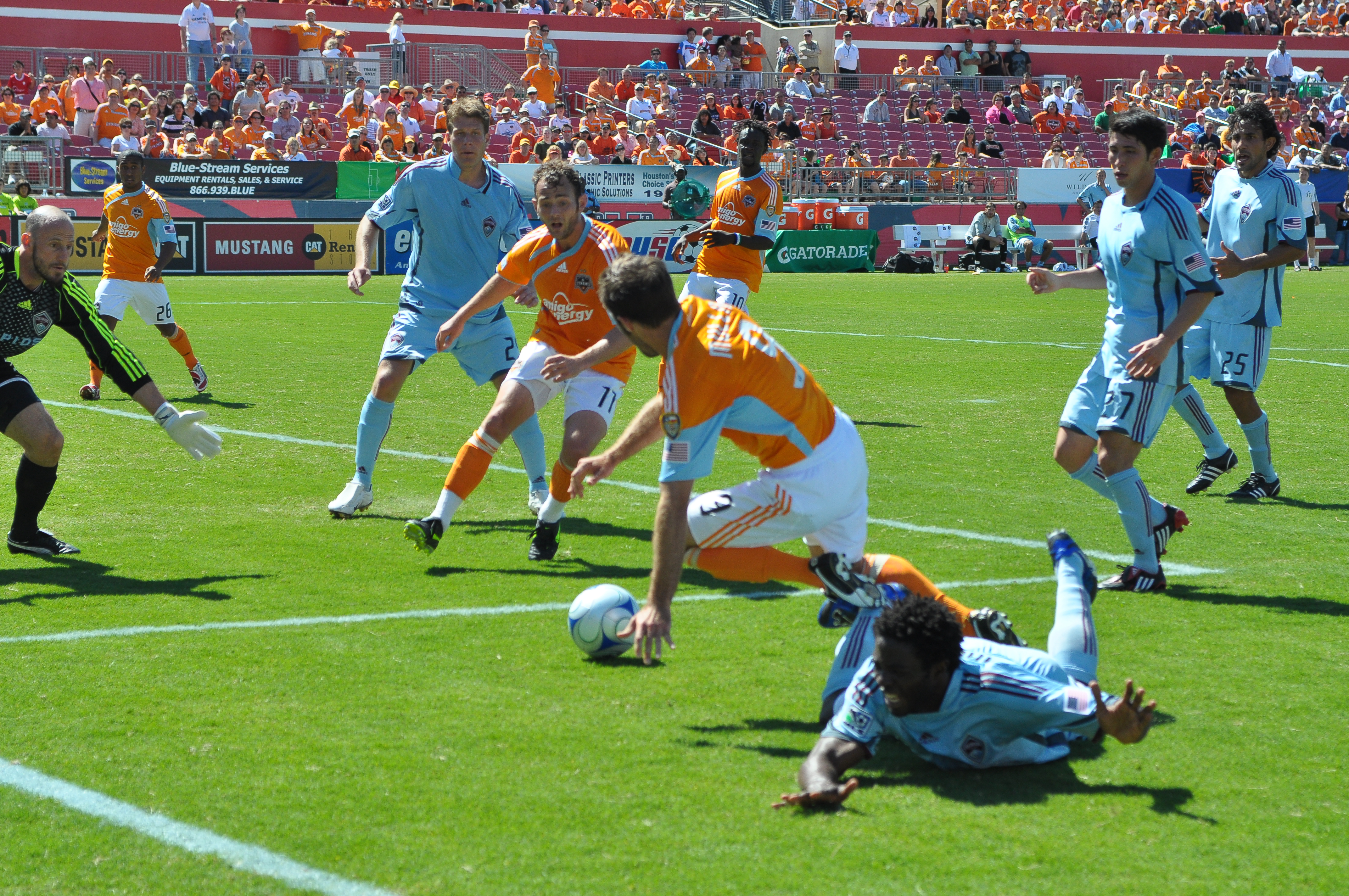